# Campeonato Africano de Atletismo de 2010 - 1500 m masculino
A prova dos 1500 metros masculino do Campeonato Africano de Atletismo de 2010 foi disputada entre os dias 31 de julho e 1 de agosto de 2010 em Nairóbi,  no Quênia. 

## Recordes
Antes desta competição, os recordes mundiais e do campeonato nesta prova eram os seguintes:
|                       | Nome               | Nacionalidade | Tempo     | Local | Data                 |
| --------------------- | ------------------ | ------------- | --------- | ----- | -------------------- |
| Recorde mundial       | Hicham El Guerrouj | Marrocos      | 3m 26s 00 | Roma  | 14 de julho de 1998  |
| Recorde do campeonato | Bernard Lagat      | Quênia        | 3m 38s 11 | Tunes | 10 de agosto de 2002 |
| Recorde africano      | Hicham El Guerrouj | Marrocos      | 3m 26s 00 | Roma  | 14 de julho de 1998  |

Os seguintes recordes foram estabelecidos durante esta competição:
| Data        | Evento | Atleta       | Nacionalidade | Tempo     | Notas                 |
| ----------- | ------ | ------------ | ------------- | --------- | --------------------- |
| 1 de agosto | Final  | Asbel Kiprop | Quênia        | 3m 36s 19 | Recorde do campeonato |

## Medalhistas
| Ouro               | Prata              | Bronze                     |
| Asbel Kiprop (KEN) | Amine Laâlou (MAR) | Mekonnen Gebremedhin (ETH) |

## Cronograma
Todos os horários são locais (UTC+3).
| Data        | Hora  | Evento  |
| ----------- | ----- | ------- |
| 31 de julho | 16:50 | Bateria |
| 1 de agosto | 15:55 | Final   |

## Resultados

### Bateria
Qualificação: 4 atletas de cada bateria  (Q) mais os 4 melhores qualificados (q).
| Posição | Bateria | Atleta                   | Nacionalidade                  | Tempo   | Notas                |
| ------- | ------- | ------------------------ | ------------------------------ | ------- | -------------------- |
| 1       | 1       | Asbel Kiprop             | Quênia                         | 3:43.33 | Q                    |
| 2       | 1       | Amine Laâlou             | Marrocos                       | 3:43.54 | Q                    |
| 3       | 1       | Aman Wote                | Etiópia                        | 3:43.60 | Q,                   |
| 4       | 1       | Juan van Deventer        | África do Sul                  | 3:43.62 | Q                    |
| 5       | 1       | Nicholas Kemboi          | Quênia                         | 3:43.63 | q                    |
| 6       | 2       | Mekonnen Gebremedhin     | Etiópia                        | 3:44.24 | Q                    |
| 7       | 2       | Silas Kiplagat           | Quênia                         | 3:44.30 | Q                    |
| 8       | 2       | Johan Cronje             | África do Sul                  | 3:44.61 | Q                    |
| 9       | 2       | Demma Daba               | Etiópia                        | 3:44.63 | Q                    |
| 10      | 2       | Hais Welday              | Eritreia                       | 3:44.67 | q                    |
| 11      | 2       | Jimmy Adar               | Uganda                         | 3:45.10 | q                    |
| 12      | 1       | Taoufik Makhloufi        | Argélia                        | 3:45.12 | q                    |
| 13      | 2       | Badr Rassioui            | Marrocos                       | 3:48.82 |                      |
| 14      | 2       | Barie Hhera              | Tanzânia                       | 3:49.65 |                      |
| 15      | 2       | Joseph Nzirorera         | Ruanda                         | 3:51.12 |                      |
| 16      | 1       | John Basil               | Tanzânia                       | 3:51.26 |                      |
| 17      | 1       | Jean Claude Hakizimana   | Burundi                        | 3:51.65 | Recorde da temporada |
| 18      | 1       | Chancy Master            | Malawi                         | 3:52.01 |                      |
| 19      | 2       | Manuel Andre Antonio     | Angola                         | 3:55.07 |                      |
| 20      | 2       | Youssouf His Bachir      | Djibuti                        | 3:55.71 |                      |
| 21      | 1       | Daniel Nghipandulwa      | Namíbia                        | 3:55.82 |                      |
| 22      | 2       | Alex Fra Ngouari-Mouissi | República do Congo             | 3:56.23 |                      |
| 23      | 1       | Domingos Pascoal Moulho  | Angola                         | 4:07.71 |                      |
| 24      | 1       | Nor Osman Nor            | Somália                        | 4:23.82 |                      |
| 98 !    | 1       | Lukange Monga Wa         | República Democrática do Congo | DNF     |                      |
| 99 !    | 2       | Gaby Lufumba Sakila      | República Democrática do Congo | DNS     |                      |

### Final
| Posição           | Atleta               | Nacionalidade | Tempo   | Notas                 |
| ----------------- | -------------------- | ------------- | ------- | --------------------- |
| Medalha de ouro   | Asbel Kiprop         | Quênia        | 3:36.19 | Recorde do campeonato |
| Medalha de prata  | Amine Laâlou         | Marrocos      | 3:36.38 |                       |
| Medalha de bronze | Mekonnen Gebremedhin | Etiópia       | 3:36.65 |                       |
| 4                 | Silas Kiplagat       | Quênia        | 3:36.74 |                       |
| 5                 | Nicholas Kemboi      | Quênia        | 3:37.07 | Recorde da temporada  |
| 6                 | Juan van Deventer    | África do Sul | 3:37.99 |                       |
| 7                 | Aman Wote            | Etiópia       | 3:38.89 | Recorde da temporada  |
| 8                 | Hais Welday          | Eritreia      | 3:39.70 |                       |
| 9                 | Johan Cronje         | África do Sul | 3:40.25 |                       |
| 10                | Jimmy Adar           | Uganda        | 3:41.00 |                       |
| 11                | Demma Daba           | Etiópia       | 3:43.05 |                       |
| 99 !              | Taoufik Makhloufi    | Argélia       | DNF     |                       |

Legenda
| Recorde mundial       | Recorde mundial (World record)               |                       | Recorde africano                      | Recorde africano (African) |                                           | Q | Classificado por posição (Qualified) |
| Recorde do campeonato | Recorde do campeonato (Championship record)  | Recorde da América    | Recorde da América (Americas)         | q                          | Classificado por melhor tempo (Qualified) |   |                                      |
| Melhor marca do ano   | Melhor marca do ano (World leading)          | Recorde asiático      | Recorde asiático (Asian)              | DNS                        | Não largou (Did not start)                |   |                                      |
| Recorde nacional      | Recorde nacional (National record)           | Recorde europeu       | Recorde europeu (European)            | DNF                        | Não terminou (Did not finish)             |   |                                      |
| Recorde pessoal       | Recorde pessoal do atleta (Personal best)    | Recorde da Oceania    | Recorde da Oceania (Oceania)          | DSQ / DQ                   | Desclassificado (Disqualified)            |   |                                      |
| Recorde da temporada  | Recorde da temporada do atleta (Season best) | Recorde sul-americano | Recorde sul-americano (South America) | NM                         | Sem marca (No mark)                       |   |                                      |